# Dr. Mario

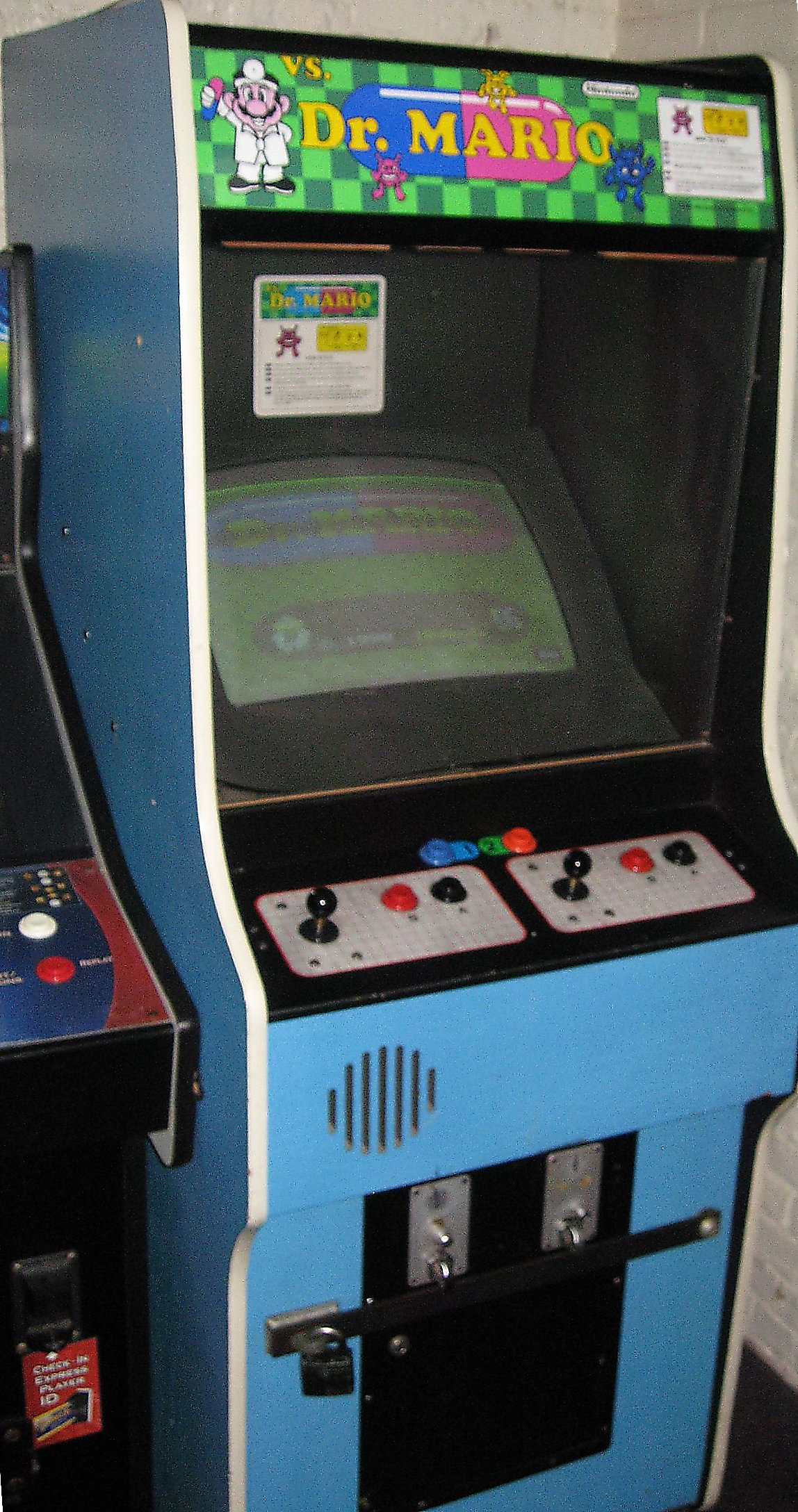
Jogo do Dr. Mario

Dr. Mario (ドクターマリオ Dokutā Mario) é um jogo no estilo puzzle, criado por Gunpei Yokoi e Takahiro Harada; e desenvolvido e publicado pela Nintendo para o Nintendo Entertainment System e Game Boy em 1990.
O objetivo de Dr. Mario é destruir os vírus, que estão infestando o campo de jogo, alinhando-os com vitaminas da mesma cor, as quais são controladas pelo jogador após serem lançadas no campo de jogo.

## Jogabilidade
Sendo um jogo no estilo puzzle similar a Tetris, Dr. Mario apresenta o mascote da Nintendo, Mario, como médico. A jogabilidade consiste em controlar cápsulas de vitamina compostas de duas partes em um campo de jogo semelhante a um vidro de remédios, infestado por vírus de três cores (vermelho, amarelo e azul).
Há seis tipos de cápsulas, cada uma sendo uma combinação de uma ou duas das três cores. O jogador deve girá-las e posicioná-las junto aos vírus e outras cápsulas para eliminar os vírus. Ambos os vírus e cápsulas são eliminados quando quatro ou mais objetos de cor correspondente são postos em coluna ou linha. O jogador completa um nível eliminando todos os vírus no campo de jogo. O jogo acabará se quaisquer cápsulas obstruírem o gargalo da garrafa no topo do campo de jogo.
Quando o jogo é iniciado, o jogador possui alguns ajustes a fazer: nível, velocidade e música. O jogador pode começar em qualquer um dos 20 primeiros níveis (0-20), os quais vão até 40 acessíveis àqueles que conseguirem passar pelo nível 20. Os níveis são diferenciados pela quantidade de vírus, indo de 4 no nível 0 a 84 nos níveis 20 e além. A partir do nível 20, cada nível começa com 84 vírus, portanto não aumentando dificuldade a partir desse nível. Parecido com a versão de Tetris da Nintendo, o jogador pode escolher um nível de dificuldade para começar, o qual é a velocidade geral do jogo e pode ser ajustado para Baixa (Low), Média (Med), ou Alta (Hi). De acordo com Twin Galaxies, o painel de avaliação oficial para competições de videogame, Will Nichols detém os recordes mundiais de Dr. Mario nas velocidades Alta (2,922,600) e Média (2,010,400), e Nik Meeks detém o recorde mundial para a velocidade Baixa (4,000,000).

### Pontuação
Pontos são ganhos baseado no número de vírus eliminados com uma única vitamina. Nenhum ponto é ganho por eliminar apenas vitaminas e pedaços de vitaminas. Também não há diferença entre eliminar o mesmo número de vírus instantaneamente ou por efeito cascada. O nível de velocidade também afeta o número de pontos ganhos: na velocidade Baixa, cada vírus vale 100 pontos; em velocidade Média esses pontos são multiplicados por 2; e em Alta, por 3. Esses fatores podem ser resumidos na seguinte fórmula: Pontos = m * (100 * 2^n - 100), onde m é o multiplicador do nível e n é o número de vírus eliminados com uma só vitamina. Por examplo, o número de pontos ganho em Baixa por eliminar um único vírus é 100; dois vírus é 300; três vírus é 700; etc.

### Versus
O modo de dois jogadores em qualquer versão consiste de dois campos de jogo lado-a-lado que podem ter seus níveis ajustados de acordo com a habilidade de cada jogador. O primeiro jogador a vencer três jogos ganha a partida. O objetivo é ser o primeiro a eliminar todos os vírus ou bloquear o campo de jogo do oponente até o topo.
Um elemento adicional é a habilidade de se jogar "lixo" (pedaços de vitaminas) no campo do oponente ao eliminar mais de uma linha com uma só vitamina (2 linhas = 2 pedaços; 3 linhas = 3 pedaços; 4 linhas em diante = 4 pedaços). Um método alternativo de se jogar quatro "lixos" é eliminar quatro linhas com duas vitaminas no tempo entre a vitamina atual do seu oponente e a vitamina seguinte dele (eliminar duas linhas duas vezes seguidas, em outras palavras).
As cores dos "lixos" jogados ao seu oponente são correlacionadas às cores das linhas eliminadas. Novamente, eliminar mais de quatro linhas de uma vez não adicionará "lixo".

## Jogos
1. Dr. Mario (Famicom/NES e Game Boy - 1990)
2. Tetris & Dr. Mario (Super Famicom/Super NES - 1994), o qual introduziu a possibilidade de se jogar o modo multiplayer contra o computador
3. Dr. Mario BS Version (Ｄｒ．マリオＢＳ版) (Satellaview - 1997) - Primeiramente lançado em Março de 1997, este jogo é lembrado como o último a ser lançado para o Satellaview antes de ser encerrado em Junho de 2000.
4. Dr. Mario 64 (Nintendo 64 - 2001), que apresenta um modo história e modos multiplayer para até 4 jogadores.
5. Nintendo GameCube Preview Disc (Game Boy Advance - 2003) - Este disco continha uma versão completa de Dr. Mario (NES) que poderia ser transferida para um Game Boy Advance usando um Nintendo GameCube Game Boy Advance Cable.
6. Nintendo Puzzle Collection (Nintendo GameCube - 2003) - Lançado apenas no Japão, havia também uma opção para jogar uma versão limitada da versão do Famicom no GBA.
7. Dr. Mario (Game Boy Advance - 2004) - Re-lançado como parte da Classic NES Series.
8. Dr. Mario & Puzzle League (Game Boy Advance - 2005) - Cartucho com Dr. Mario, uma mistura entre o original do NES e Dr. Mario 64, e Puzzle League, originalmente Panel de Pon no Japão, conhecido no ocidente como Tetris Attack e Pokémon Puzzle League.
9. Dr. Mario Online Rx (Wii, através do WiiWare - 2008) - Apresenta a possibilidade de se jogar online contra amigos ou adversários aleatórios em qualquer parte do mundo.
10. Dr. Mario Express (Nintendo DSi, através do DSiWare - 2009) - Versão de Dr. Mario Online Rx sem multiplayer.
11. Dr. Luigi (Wii U, através do Nintendo eShop - 2013) - Versão que possui Luigi como o protagonista, com quatro modos de jogo (incluindo um modo online). Este jogo também possui um modo chamado Vírus Buster, surgido em Brain Age 2: More Training in Minutes a Day! (Nintendo DS - 2005) e inspirado no primeiro jogo da série.

## Recepção
Dr. Mario foi considerado o 134º melhor jogo em um console Nintendo na lista "Top 200 Games" da Nintendo Power. Dr. Mario também foi considerado pelo site ScrewAttack como o sétimo "melhor jogo de Mario" de todos os tempos. Pais e parentes eram críticos quanto à premissa devido à inclusão de remédios em um jogo para crianças.